# Rama (řeka)
Rama je řeka v severní Hercegovině, v Bosně a Hercegovině. Řeka pramení v Ramském jezeře u vesnice Varvara a vlévá se do Neretvy u vesnice Ustirama. Tok řeky probíhá jihovýchodním směrem. Od svého pramene až do ústí překonává řeka výškový rozdíl 376 m.
Řeka s písčítým korytem protéká hlubokými údolími. Její délka toku činí 34 km.
V roce 1968 byla řeka částečně přehrazena; vznikla 100 m vysoká hráz, která část údolí řeky zaplavila a vytvořila Ramské jezero s délkou 7,5 km a šířkou 4,6 km. Soutok Ramy a Neretvy byl zatopen při vzniku Jablanického jezera v roce 1955.